# Jhonny Pérez Oñate
Jhonny Concepción Pérez Oñate (Valledupar, siglo XX) es un ingeniero agrólogo y político colombiano.
Fue representante a la cámara por el partido Liberal, diputado de la asamblea del Cesar y alcalde de Valledupar.

## Trayectoria
Pérez Oñate tiene una hermana Yalile Pérez Oñate. Se graduó de ingeniería agróloga en la Universidad Jorge Tadeo Lozano.
Fue gerente durante ocho años del Instituto Nacional de los Recursos Naturales Renovables y del Medio Ambiente (Inderena). Pérez fue también diputado de la Asamblea del Cesar por 10 años. Temporalmente fue Representante a la Cámara durante 4 meses y 5 días, Secretario de Hacienda por 7 meses y alcalde por el período de 3 años.

### Alcalde de Valledupar (1998-2000)
Pérez Oñate fue elegido alcalde de Valledupar en las elecciones regionales de 1997 con 39.390 votos, en representación de la disidencia liberal MRL para el periodo entre el 1 de enero de 1998 y el 31 de diciembre de 2000. Pérez contó con el apoyo del entonces alcalde  Elias Ochoa Daza. 
Durante su alcaldía, Pérez Oñate gestionó la construcción de la Cárcel de Máxima y Mediana Seguridad de Valledupar, conocida coloquialmente como 'La Tramacúa'.
La administración del alcalde Pérez Oñate estuvo encargada de las celebraciones de los 450 años de la ciudad de Valledupar, fundada en 1550.

#### Gabinete
El gabinete municipal del alcalde Pérez Oñate estuvo conformado por:
- Oficina de Gestión Social: Yalile Pérez Oñate
- Secretario de Gobierno: María Antonia Arregocés
- Secretaria general: William Díaz Castañez - María José Osorio de Dangond
- Secretario de Hacienda: María José Osorio - Gustavo Solano Noriega.
- Secretaria de Educación: Blanca Gutiérrez de Piñerez Rocha - Rosa Leonor Cabello Castro
- Secretario de Obras Públicas: Martín José Mendoza Díaz
- Secretario de Salud: Fabio Enrique Cotes De Armas - Luis Domingo Rodríguez Castro
- Secretario de Desarrollo Comunitario: Josefina Hernández Cabaña -  Juan Segundo Lagos
- Secretaria de Tránsito: Graciela Hernández Hinojosa
- Secretaria Oficina de la mujer: Enna Cecilia Peñaranda
- Jefa de Oficina Jurídica: Juanita Ramírez
- Asesor del alcalde: Artistóbulo Cortés Flórez
- Secretario privado: José Rodolfo Castro Arias - Rodolfo Molina Araújo
- Jefa de Planeación: Sonia Rosa Gómez Taboada
- Tesorero: James Arredondo Mendoza
- Directora de recursos humanos: Yomaira Quintero Romero
- Jefa de Comunicaciones: Ana Patricia González Cabeza
- Directora de impuestos: Margoth Sofía Cotes Orozco
- Jefa de protocolo: Victoria Sánchez Baute
- Gerente de Mercabastos: Gloria Delfina Maestre Cuello
- Gerente de Emdupar: William Marcelo Aroca Maestre
- Gerente de Fonvisocial: Bertha Ligia Machado Vargas
- Gerente del Terminal de Transportes: Elia Luz Salgado Camero
- Gerente de Fonval: Cándida Rosa Camargo Ali
- Director de Indupal: Jader Eliécer Acosta Freyle
- Directora del Hospital Eduardo Arredondo Daza: Carmen Sofía Daza Orozco
- Gerente de Proyectos: José Alberto Orozco
- Personera Municipal: Tranquilina Torres
- Contraloría Municipal: Nasly María Socarrás Tirado
- Secretaria General: Sara Beatriz García Oñate
- Oficina de Precios, Pesas y Medidas: María Victoria Celedón - Betty del Carmen León Machado
- Dirección de Medio Ambiente: Milton Janer Brito - Carlos Luis Castilla Pumarejo

### Condena por peculado
En enero de 2009, el Juzgado Tercero Penal del Circuito de Valledupar le impuso al exalcalde Pérez Oñate y al exjefe de presupuesto municipal, Humberto Benavides la pena de 20 meses de prisión y 15 salarios mínimos mensuales legales vigentes ($7'453.500) por el desvío de recursos por $267 millones de peso destinados para la salud,tras investigación de la Contraloría General de la República. La sentencia también cobija al exjefe de Presupuesto Municipal, Humberto Benavides González.

### Caso del Parque de la Leyenda Vallenata
El 15 de julio de 2012, Pérez Oñate fue arrestado por agentes del CTI de la Fiscalía General de la Nación en Valledupar y trasladado a Bogotá, donde fue recluido en la cárcel La Picota.
Pérez Oñate fue acusado de ser responsable de los delitos de peculado por apropiación a favor de terceros y contrato sin cumplimiento de requisitos legales en relación con la donación que realizó el 18 de mayo de 2000, siendo alcalde, de terrenos del municipio a la Fundación Festival de la Leyenda Vallenata (FFLV), entidad de carácter privado, sin ánimo de lucro. Los terrenos en cuestión corresponden al sitio donde se construyó el Parque de la Leyenda Vallenata 'Consuelo Araújonoguera'. En contraprestación al terreno donado, la FFLV cedió a Valledupar un lote donde luego se construyó el colegio Instituto Técnico La Esperanza, en el barrio La Nevada de Valledupar.
Los acuerdos emitidos por el Concejo de Valledupar en cuestión fueron: 
- 042- del 10 de agosto de 1998
- 007- del 3 de abril de 2000
- 010- del 15 de abril de 2000

En marzo de 2012, el procurador general Alejandro Ordóñez interpuso una acción popular basándose en las constantes denuncias realizadas por el abogado Evelio Daza. El Tribunal Administrativo del Cesar, ordenó en fallo de primera instancia suspender los acuerdos administrativos y convenios mediante en los que el municipio de Valledupar cedió a la FFLV el lote donde se construyó el Parque el Parque de la leyenda vallenata. Los exalcaldes de Valledupar Luis Fabián Fernández, Ciro Pupo Castro y el presidente de la Fundación Festival de la Leyenda Vallenata, Rodolfo Molina Araújo rindieron indagatorias ante la Fiscalía sobre el caso.
El 24 de diciembre de 2012, el abogado de Pérez Oñate logró que le otorgaran "detención domiciliaria" por lo que desde entonces cumple la medida confinado en su hogar. 
El 24 de abril de 2013, el Tribunal Administrativo del Cesar declaró nulos los acuerdos y ordenó a la FFLV devolver los terrenos al municipio de Valledupar.